# Mijn vader woont in Rio
Mijn vader woont in Rio is een Nederlandse film uit 1989 van Ben Sombogaart. Het verhaal is gebaseerd op het boek Liesje, of laten we maar winkeltje gaan spelen uit 1983 van Burny Bos. Na het verschijnen van de film is het boek opnieuw uitgebracht, in 1990, nu onder de titel Mijn vader woont in Rio. De film heeft als internationale titel My father lives in Brazil. De film werd op het Nederlands Film Festival van 1989 bekroond met de Prijs van de Nederlandse filmkritiek.

## Verhaal
Lisa's ouders leven gescheiden en haar moeder heeft haar verteld dat haar vader in Rio de Janeiro woont. Dan overlijdt de opa van Lisa en begint ze haar vader steeds meer te missen. Zeker als haar moeder een nieuwe vriend heeft die ze niet mag. Lisa gaat dan de postzegelverzameling van haar opa verkopen, om zo aan geld te komen voor een ticket naar Rio. Lisa weet echter niet dat haar vader eigenlijk ergens in Nederland in de gevangenis zit.

## Rolverdeling
| Acteur             | Personage                 |
| ------------------ | ------------------------- |
| Wenneke Janssen    | Lisa Voos                 |
| Geert de Jong      | An Voos (moeder van Lisa) |
| Peter Faber        | Jacob (vader van Lisa)    |
| Theu Boermans      | Frits                     |
| Hans Veerman       | Gijs (opa van Lisa)       |
| Gerard Thoolen     | klant                     |
| Paul Meijer        | postzegelhandelaar 1      |
| Michiel Romeyn     | postzegelhandelaar 2      |
| Nora Kretz         | directrice reisbureau     |
| Jurg Molenaar      | gevangenisbewaarder       |
| Jan Willem Hees    | grafredenaar              |
| Wim de Haas        | oudere man                |
| Ryan van den Akker | directrice Marjolein      |

1896-1909 · 1910-19 · 1920-29 · 1930-39 · 1940-49 · 1950-59 · 1960-69 · 1970-79 · 1980-89 · 1990-99 · 2000-09 · 2010-19
· 2020-29